# Tipcha
| ֽ | Sof pasuq       |  | ֑   | Etnachta            |
| ֶ | Segol (Trope)   |  | ֓ ׀ | Schalschelet gedola |
| ֔ | Zaqef qaton     |  | ֕   | Zakef gadol         |
| ֗ | Rewia           |  | ֖   | Tipcha              |
| ֮ | Zarqa (Trope)   |  | ֙   | Paschta             |
| ֚ | Jetiw           |  | ֛   | Tewir               |
| ֜ | Geresch (Trope) |  |    | Gerschajim (Trope)  |
| ֡ | Pazer           |  | ֟   | Qarne para          |
| ֠ | Telischa gedola |  | ֣ ׀ | Munach Legarmeh     |

| ֣ | Munach           |  | ֤ | Mahpach         |
| ֥ | Mercha           |  | ֦ | Mercha kefula   |
| ֧ | Darga (Trope)    |  | ֨ | Qadma           |
| ֩ | Telischa qetanna |  | ֪ | Jerach ben jomo |
| ֖ | Majela (Trope)   |  |  |                 |

Tipcha, Tiphcha oder Tifcha ◌֖ (hebräisch טִפְחָ֖א) ist eine Trope in der jüdischen Liturgie und zählt zu den biblischen Satz-, Betonungs- und Kantillationszeichen Teamim, die im Tanach und anderen Büchern erscheinen.

## Begriffe
| Trope                                                                          |
| ------------------------------------------------------------------------------ |
| von altgriechisch τρόπος tropos über jiddisch טראָפּ trop dt.: Betonung, Melodie |

Die Jewish Encyclopedia übersetzt טִפְחָ֖א mit Handbreit.
Die Bezeichnung als Tipcha folgt der aschkenasischen Tradition. In der sephardischen und italienischen Tradition wird es Tarcha (aramäisch טַרְחָ֖א) genannt.

## Grammatik
Auf der ersten Ebene wird Sof pasuq / Silluq und Etnachta als Trennzeichen eingesetzt. Tipcha ist ein Trennzeichen der zweiten Ebene mit einer etwas schwächeren disjunktiven Funktion als die übrigen Trennzeichen der zweiten Ebene. Es kann sowohl in der Sof pasuq- wie in der Atnachgruppe auftauchen und steht immer vor einem Sof pasuk oder vor einem Atnach ohne weitere Trennzeichen der zweiten Ebene dazwischen. Tipcha steht unter dem ersten Buchstaben der betonten Silbe.

### Tipcha mit Mercha
Wenn sich zwei Wörter in einem Tipcha-Segment befinden und sich das vorhergehende Wort auf das Wort mit dem Tipcha bezieht, dann wird dieses Wort mit dem Verbinder Mercha betont. Die Melodie auf Mercha-Tipcha unterscheidet sich etwas, je nachdem ob die Tropenfolge vor Atnach oder Sof pasuq erscheint. Jacobson illustriert dies am Beispiel 1. Könige 3,24:
| 1. Könige 3,24 | 1. Könige 3,24 | 1. Könige 3,24 | 1. Könige 3,24 | 1. Könige 3,24 | 1. Könige 3,24 | 1. Könige 3,24 | 1. Könige 3,24 | 1. Könige 3,24 |
| -------------- | --- | --- | --- | --- | --- | --- | --- | --- |
| Gesamter Vers  | וַיֹּ֥אמֶר הַמֶּ֖לֶךְ קְח֣וּ לִי־חָ֑רֶב וַיָּבִ֥אוּ הַחֶ֖רֶב לִפְנֵ֥י הַמֶּֽלֶךְ׃ Und der König sprach: Holt mir ein Schwert! Und als das Schwert vor den König gebracht wurde, [25 sprach der König: ...] (1 Kön 3,24+25 ) | וַיֹּ֥אמֶר הַמֶּ֖לֶךְ קְח֣וּ לִי־חָ֑רֶב וַיָּבִ֥אוּ הַחֶ֖רֶב לִפְנֵ֥י הַמֶּֽלֶךְ׃ Und der König sprach: Holt mir ein Schwert! Und als das Schwert vor den König gebracht wurde, [25 sprach der König: ...] (1 Kön 3,24+25 ) | וַיֹּ֥אמֶר הַמֶּ֖לֶךְ קְח֣וּ לִי־חָ֑רֶב וַיָּבִ֥אוּ הַחֶ֖רֶב לִפְנֵ֥י הַמֶּֽלֶךְ׃ Und der König sprach: Holt mir ein Schwert! Und als das Schwert vor den König gebracht wurde, [25 sprach der König: ...] (1 Kön 3,24+25 ) | וַיֹּ֥אמֶר הַמֶּ֖לֶךְ קְח֣וּ לִי־חָ֑רֶב וַיָּבִ֥אוּ הַחֶ֖רֶב לִפְנֵ֥י הַמֶּֽלֶךְ׃ Und der König sprach: Holt mir ein Schwert! Und als das Schwert vor den König gebracht wurde, [25 sprach der König: ...] (1 Kön 3,24+25 ) | וַיֹּ֥אמֶר הַמֶּ֖לֶךְ קְח֣וּ לִי־חָ֑רֶב וַיָּבִ֥אוּ הַחֶ֖רֶב לִפְנֵ֥י הַמֶּֽלֶךְ׃ Und der König sprach: Holt mir ein Schwert! Und als das Schwert vor den König gebracht wurde, [25 sprach der König: ...] (1 Kön 3,24+25 ) | וַיֹּ֥אמֶר הַמֶּ֖לֶךְ קְח֣וּ לִי־חָ֑רֶב וַיָּבִ֥אוּ הַחֶ֖רֶב לִפְנֵ֥י הַמֶּֽלֶךְ׃ Und der König sprach: Holt mir ein Schwert! Und als das Schwert vor den König gebracht wurde, [25 sprach der König: ...] (1 Kön 3,24+25 ) | וַיֹּ֥אמֶר הַמֶּ֖לֶךְ קְח֣וּ לִי־חָ֑רֶב וַיָּבִ֥אוּ הַחֶ֖רֶב לִפְנֵ֥י הַמֶּֽלֶךְ׃ Und der König sprach: Holt mir ein Schwert! Und als das Schwert vor den König gebracht wurde, [25 sprach der König: ...] (1 Kön 3,24+25 ) | וַיֹּ֥אמֶר הַמֶּ֖לֶךְ קְח֣וּ לִי־חָ֑רֶב וַיָּבִ֥אוּ הַחֶ֖רֶב לִפְנֵ֥י הַמֶּֽלֶךְ׃ Und der König sprach: Holt mir ein Schwert! Und als das Schwert vor den König gebracht wurde, [25 sprach der König: ...] (1 Kön 3,24+25 ) |
| 1. Ebene       | וַיָּבִ֥אוּ הַחֶ֖רֶב לִפְנֵ֥י הַמֶּֽלֶךְ׃ Sof-Pasuq-Gruppe | וַיָּבִ֥אוּ הַחֶ֖רֶב לִפְנֵ֥י הַמֶּֽלֶךְ׃ Sof-Pasuq-Gruppe | וַיָּבִ֥אוּ הַחֶ֖רֶב לִפְנֵ֥י הַמֶּֽלֶךְ׃ Sof-Pasuq-Gruppe | וַיָּבִ֥אוּ הַחֶ֖רֶב לִפְנֵ֥י הַמֶּֽלֶךְ׃ Sof-Pasuq-Gruppe | וַיֹּ֥אמֶר הַמֶּ֖לֶךְ קְח֣וּ לִי־חָ֑רֶב Etnachta-Gruppe | וַיֹּ֥אמֶר הַמֶּ֖לֶךְ קְח֣וּ לִי־חָ֑רֶב Etnachta-Gruppe | וַיֹּ֥אמֶר הַמֶּ֖לֶךְ קְח֣וּ לִי־חָ֑רֶב Etnachta-Gruppe | וַיֹּ֥אמֶר הַמֶּ֖לֶךְ קְח֣וּ לִי־חָ֑רֶב Etnachta-Gruppe |
| 2. Ebene       | לִפְנֵ֥י הַמֶּֽלֶךְ׃ | לִפְנֵ֥י הַמֶּֽלֶךְ׃ | וַיָּבִ֥אוּ הַחֶ֖רֶב Mercha und Tipcha | וַיָּבִ֥אוּ הַחֶ֖רֶב Mercha und Tipcha | קְח֣וּ לִי־חָ֑רֶב | קְח֣וּ לִי־חָ֑רֶב | וַיֹּ֥אמֶר הַמֶּ֖לֶךְ Mercha und Tipcha | וַיֹּ֥אמֶר הַמֶּ֖לֶךְ Mercha und Tipcha |

Auch in Deuteronomium 32,1 wird der Vers auf der ersten Ebene in ein Etnachta-Segment und in ein Sof-Pasuq-Segment unterteilt und auf der zweiten Ebene erfolgt die Unterteilung in Mercha und Tipcha.
| Deuteronomium 32,1 | Deuteronomium 32,1 | Deuteronomium 32,1 | Deuteronomium 32,1 | Deuteronomium 32,1 | Deuteronomium 32,1 | Deuteronomium 32,1 | Deuteronomium 32,1 | Deuteronomium 32,1 |
| ------------------ | --- | --- | --- | --- | --- | --- | --- | --- |
| Gesamter Vers      | הַאֲזִ֥ינוּ הַשָּׁמַ֖יִם וַאֲדַבֵּ֑רָה וְתִשְׁמַ֥ע הָאָ֖רֶץ אִמְרֵי־פִֽי׃ Merkt auf, ihr Himmel, ich will reden, und die Erde höre die Rede meines Mundes. | הַאֲזִ֥ינוּ הַשָּׁמַ֖יִם וַאֲדַבֵּ֑רָה וְתִשְׁמַ֥ע הָאָ֖רֶץ אִמְרֵי־פִֽי׃ Merkt auf, ihr Himmel, ich will reden, und die Erde höre die Rede meines Mundes. | הַאֲזִ֥ינוּ הַשָּׁמַ֖יִם וַאֲדַבֵּ֑רָה וְתִשְׁמַ֥ע הָאָ֖רֶץ אִמְרֵי־פִֽי׃ Merkt auf, ihr Himmel, ich will reden, und die Erde höre die Rede meines Mundes. | הַאֲזִ֥ינוּ הַשָּׁמַ֖יִם וַאֲדַבֵּ֑רָה וְתִשְׁמַ֥ע הָאָ֖רֶץ אִמְרֵי־פִֽי׃ Merkt auf, ihr Himmel, ich will reden, und die Erde höre die Rede meines Mundes. | הַאֲזִ֥ינוּ הַשָּׁמַ֖יִם וַאֲדַבֵּ֑רָה וְתִשְׁמַ֥ע הָאָ֖רֶץ אִמְרֵי־פִֽי׃ Merkt auf, ihr Himmel, ich will reden, und die Erde höre die Rede meines Mundes. | הַאֲזִ֥ינוּ הַשָּׁמַ֖יִם וַאֲדַבֵּ֑רָה וְתִשְׁמַ֥ע הָאָ֖רֶץ אִמְרֵי־פִֽי׃ Merkt auf, ihr Himmel, ich will reden, und die Erde höre die Rede meines Mundes. | הַאֲזִ֥ינוּ הַשָּׁמַ֖יִם וַאֲדַבֵּ֑רָה וְתִשְׁמַ֥ע הָאָ֖רֶץ אִמְרֵי־פִֽי׃ Merkt auf, ihr Himmel, ich will reden, und die Erde höre die Rede meines Mundes. | הַאֲזִ֥ינוּ הַשָּׁמַ֖יִם וַאֲדַבֵּ֑רָה וְתִשְׁמַ֥ע הָאָ֖רֶץ אִמְרֵי־פִֽי׃ Merkt auf, ihr Himmel, ich will reden, und die Erde höre die Rede meines Mundes. |
| 1. Ebene           | וְתִשְׁמַ֥ע הָאָ֖רֶץ אִמְרֵי־פִֽי׃ Sof pasuq                                                                                            | וְתִשְׁמַ֥ע הָאָ֖רֶץ אִמְרֵי־פִֽי׃ Sof pasuq                                                                                            | וְתִשְׁמַ֥ע הָאָ֖רֶץ אִמְרֵי־פִֽי׃ Sof pasuq                                                                                            | וְתִשְׁמַ֥ע הָאָ֖רֶץ אִמְרֵי־פִֽי׃ Sof pasuq                                                                                            | הַאֲזִ֥ינוּ הַשָּׁמַ֖יִם וַאֲדַבֵּ֑רָה Etnachta                                                                                             | הַאֲזִ֥ינוּ הַשָּׁמַ֖יִם וַאֲדַבֵּ֑רָה Etnachta                                                                                             | הַאֲזִ֥ינוּ הַשָּׁמַ֖יִם וַאֲדַבֵּ֑רָה Etnachta                                                                                             | הַאֲזִ֥ינוּ הַשָּׁמַ֖יִם וַאֲדַבֵּ֑רָה Etnachta                                                                                             |
| 2. Ebene           | אִמְרֵי־פִֽי׃ | אִמְרֵי־פִֽי׃ | וְתִשְׁמַ֥ע הָאָ֖רֶץ Mercha und Tipcha                                                                                             | וְתִשְׁמַ֥ע הָאָ֖רֶץ Mercha und Tipcha                                                                                             | וַאֲדַבֵּ֑רָה | וַאֲדַבֵּ֑רָה | הַאֲזִ֥ינוּ הַשָּׁמַ֖יִם Mercha und Tipcha                                                                                           | הַאֲזִ֥ינוּ הַשָּׁמַ֖יִם Mercha und Tipcha                                                                                           |

### Konjunktives Tipcha
Wenn die gesamte Sof-Pasuq-Gruppe nur aus zwei Worten besteht, wie im folgenden Beispiel, dann wird statt eines Merchas ein Tipcha verwendet. Hierbei entfaltet dieses jedoch nicht die disjunktive Rolle.
| Exodus 2,1    | Exodus 2,1 | Exodus 2,1 | Exodus 2,1 | Exodus 2,1 | Exodus 2,1 | Exodus 2,1 | Exodus 2,1 | Exodus 2,1 |
| ------------- | --- | --- | --- | --- | --- | --- | --- | --- |
| Gesamter Vers | וַיֵּ֥לֶךְ אִ֖ישׁ מִבֵּ֣ית לֵוִ֑י וַיִּקַּ֖ח אֶת־בַּת־לֵוִֽי׃ Und es ging hin ein Mann vom Hause Levi und nahm ein Mädchen aus dem Hause Levi zur Frau. | וַיֵּ֥לֶךְ אִ֖ישׁ מִבֵּ֣ית לֵוִ֑י וַיִּקַּ֖ח אֶת־בַּת־לֵוִֽי׃ Und es ging hin ein Mann vom Hause Levi und nahm ein Mädchen aus dem Hause Levi zur Frau. | וַיֵּ֥לֶךְ אִ֖ישׁ מִבֵּ֣ית לֵוִ֑י וַיִּקַּ֖ח אֶת־בַּת־לֵוִֽי׃ Und es ging hin ein Mann vom Hause Levi und nahm ein Mädchen aus dem Hause Levi zur Frau. | וַיֵּ֥לֶךְ אִ֖ישׁ מִבֵּ֣ית לֵוִ֑י וַיִּקַּ֖ח אֶת־בַּת־לֵוִֽי׃ Und es ging hin ein Mann vom Hause Levi und nahm ein Mädchen aus dem Hause Levi zur Frau. | וַיֵּ֥לֶךְ אִ֖ישׁ מִבֵּ֣ית לֵוִ֑י וַיִּקַּ֖ח אֶת־בַּת־לֵוִֽי׃ Und es ging hin ein Mann vom Hause Levi und nahm ein Mädchen aus dem Hause Levi zur Frau. | וַיֵּ֥לֶךְ אִ֖ישׁ מִבֵּ֣ית לֵוִ֑י וַיִּקַּ֖ח אֶת־בַּת־לֵוִֽי׃ Und es ging hin ein Mann vom Hause Levi und nahm ein Mädchen aus dem Hause Levi zur Frau. | וַיֵּ֥לֶךְ אִ֖ישׁ מִבֵּ֣ית לֵוִ֑י וַיִּקַּ֖ח אֶת־בַּת־לֵוִֽי׃ Und es ging hin ein Mann vom Hause Levi und nahm ein Mädchen aus dem Hause Levi zur Frau. | וַיֵּ֥לֶךְ אִ֖ישׁ מִבֵּ֣ית לֵוִ֑י וַיִּקַּ֖ח אֶת־בַּת־לֵוִֽי׃ Und es ging hin ein Mann vom Hause Levi und nahm ein Mädchen aus dem Hause Levi zur Frau. |
| 1. Ebene      | וַיִּקַּ֖ח אֶת־בַּת־לֵוִֽי׃ Sof-Pasuq-Gruppe                                                                                            | וַיִּקַּ֖ח אֶת־בַּת־לֵוִֽי׃ Sof-Pasuq-Gruppe                                                                                            | וַיִּקַּ֖ח אֶת־בַּת־לֵוִֽי׃ Sof-Pasuq-Gruppe                                                                                            | וַיִּקַּ֖ח אֶת־בַּת־לֵוִֽי׃ Sof-Pasuq-Gruppe                                                                                            | וַיֵּ֥לֶךְ אִ֖ישׁ מִבֵּ֣ית לֵוִ֑י Etnachta-Gruppe                                                                                           | וַיֵּ֥לֶךְ אִ֖ישׁ מִבֵּ֣ית לֵוִ֑י Etnachta-Gruppe                                                                                           | וַיֵּ֥לֶךְ אִ֖ישׁ מִבֵּ֣ית לֵוִ֑י Etnachta-Gruppe                                                                                           | וַיֵּ֥לֶךְ אִ֖ישׁ מִבֵּ֣ית לֵוִ֑י Etnachta-Gruppe                                                                                           |
| 2. Ebene      | אֶת־בַּת־לֵוִֽי׃ Sof-Pasuq | אֶת־בַּת־לֵוִֽי׃ Sof-Pasuq | וַיִּקַּ֖ח nur Tipcha | וַיִּקַּ֖ח nur Tipcha | מִבֵּ֣ית לֵוִ֑י Etn. und Munach | מִבֵּ֣ית לֵוִ֑י Etn. und Munach | וַיֵּ֥לֶךְ אִ֖ישׁ Mercha und Tipcha                                                                                                  | וַיֵּ֥לֶךְ אִ֖ישׁ Mercha und Tipcha                                                                                                  |

### Tipcha an Stelle von Munach
Wenn die gesamte Etnachta-Gruppe nur aus zwei Wörtern besteht, kann Tipcha auch die Rolle des Munach übernehmen, wie im folgenden Beispiel:
| Exodus 35,8   | Exodus 35,8 | Exodus 35,8 | Exodus 35,8 | Exodus 35,8 | Exodus 35,8 | Exodus 35,8 | Exodus 35,8 | Exodus 35,8 | Exodus 35,8 | Exodus 35,8 | Exodus 35,8 | |
| ------------- | --- | --- | --- | --- | --- | --- | --- | --- | --- | --- | --- | --- |
| Gesamter Vers | וְשֶׁ֖מֶן לַמָּאֹ֑ור וּבְשָׂמִים֙ לְשֶׁ֣מֶן הַמִּשְׁחָ֔ה וְלִקְטֹ֖רֶת הַסַּמִּֽים׃ Öl für die Lampen und Spezerei zum Salböl und zu wohlriechendem Räucherwerk, | וְשֶׁ֖מֶן לַמָּאֹ֑ור וּבְשָׂמִים֙ לְשֶׁ֣מֶן הַמִּשְׁחָ֔ה וְלִקְטֹ֖רֶת הַסַּמִּֽים׃ Öl für die Lampen und Spezerei zum Salböl und zu wohlriechendem Räucherwerk, | וְשֶׁ֖מֶן לַמָּאֹ֑ור וּבְשָׂמִים֙ לְשֶׁ֣מֶן הַמִּשְׁחָ֔ה וְלִקְטֹ֖רֶת הַסַּמִּֽים׃ Öl für die Lampen und Spezerei zum Salböl und zu wohlriechendem Räucherwerk, | וְשֶׁ֖מֶן לַמָּאֹ֑ור וּבְשָׂמִים֙ לְשֶׁ֣מֶן הַמִּשְׁחָ֔ה וְלִקְטֹ֖רֶת הַסַּמִּֽים׃ Öl für die Lampen und Spezerei zum Salböl und zu wohlriechendem Räucherwerk, | וְשֶׁ֖מֶן לַמָּאֹ֑ור וּבְשָׂמִים֙ לְשֶׁ֣מֶן הַמִּשְׁחָ֔ה וְלִקְטֹ֖רֶת הַסַּמִּֽים׃ Öl für die Lampen und Spezerei zum Salböl und zu wohlriechendem Räucherwerk, | וְשֶׁ֖מֶן לַמָּאֹ֑ור וּבְשָׂמִים֙ לְשֶׁ֣מֶן הַמִּשְׁחָ֔ה וְלִקְטֹ֖רֶת הַסַּמִּֽים׃ Öl für die Lampen und Spezerei zum Salböl und zu wohlriechendem Räucherwerk, | וְשֶׁ֖מֶן לַמָּאֹ֑ור וּבְשָׂמִים֙ לְשֶׁ֣מֶן הַמִּשְׁחָ֔ה וְלִקְטֹ֖רֶת הַסַּמִּֽים׃ Öl für die Lampen und Spezerei zum Salböl und zu wohlriechendem Räucherwerk, | וְשֶׁ֖מֶן לַמָּאֹ֑ור וּבְשָׂמִים֙ לְשֶׁ֣מֶן הַמִּשְׁחָ֔ה וְלִקְטֹ֖רֶת הַסַּמִּֽים׃ Öl für die Lampen und Spezerei zum Salböl und zu wohlriechendem Räucherwerk, | וְשֶׁ֖מֶן לַמָּאֹ֑ור וּבְשָׂמִים֙ לְשֶׁ֣מֶן הַמִּשְׁחָ֔ה וְלִקְטֹ֖רֶת הַסַּמִּֽים׃ Öl für die Lampen und Spezerei zum Salböl und zu wohlriechendem Räucherwerk, | וְשֶׁ֖מֶן לַמָּאֹ֑ור וּבְשָׂמִים֙ לְשֶׁ֣מֶן הַמִּשְׁחָ֔ה וְלִקְטֹ֖רֶת הַסַּמִּֽים׃ Öl für die Lampen und Spezerei zum Salböl und zu wohlriechendem Räucherwerk, | וְשֶׁ֖מֶן לַמָּאֹ֑ור וּבְשָׂמִים֙ לְשֶׁ֣מֶן הַמִּשְׁחָ֔ה וְלִקְטֹ֖רֶת הַסַּמִּֽים׃ Öl für die Lampen und Spezerei zum Salböl und zu wohlriechendem Räucherwerk, | וְשֶׁ֖מֶן לַמָּאֹ֑ור וּבְשָׂמִים֙ לְשֶׁ֣מֶן הַמִּשְׁחָ֔ה וְלִקְטֹ֖רֶת הַסַּמִּֽים׃ Öl für die Lampen und Spezerei zum Salböl und zu wohlriechendem Räucherwerk, |
| 1. Ebene      | וְלִקְטֹ֖רֶת הַסַּמִּֽים׃ Sof-Pasuq-Gruppe                                                                                          | וְלִקְטֹ֖רֶת הַסַּמִּֽים׃ Sof-Pasuq-Gruppe                                                                                          | וְלִקְטֹ֖רֶת הַסַּמִּֽים׃ Sof-Pasuq-Gruppe                                                                                          | וְלִקְטֹ֖רֶת הַסַּמִּֽים׃ Sof-Pasuq-Gruppe                                                                                          | וּבְשָׂמִים֙ לְשֶׁ֣מֶן הַמִּשְׁחָ֔ה Zakef-Katon-Gruppe                                                                                    | וּבְשָׂמִים֙ לְשֶׁ֣מֶן הַמִּשְׁחָ֔ה Zakef-Katon-Gruppe                                                                                    | וּבְשָׂמִים֙ לְשֶׁ֣מֶן הַמִּשְׁחָ֔ה Zakef-Katon-Gruppe                                                                                    | וּבְשָׂמִים֙ לְשֶׁ֣מֶן הַמִּשְׁחָ֔ה Zakef-Katon-Gruppe                                                                                    | וְשֶׁ֖מֶן לַמָּאֹ֑ור Etnachta-Gruppe                                                                                              | וְשֶׁ֖מֶן לַמָּאֹ֑ור Etnachta-Gruppe                                                                                              | וְשֶׁ֖מֶן לַמָּאֹ֑ור Etnachta-Gruppe                                                                                              | וְשֶׁ֖מֶן לַמָּאֹ֑ור Etnachta-Gruppe                                                                                              |
| 2. Ebene      | ... | ... | ... | ... | ... | ... | ... | ... | לַמָּאֹ֑ור | לַמָּאֹ֑ור | וְשֶׁ֖מֶן Tipcha statt Munach                                                                                                | וְשֶׁ֖מֶן Tipcha statt Munach                                                                                                |

## Vorkommen
| Teil des Tanach | Tipcha |
| --------------- | ------ |
| Tora            | 11285  |
| Nevi’im         | 18198  |
| Ketuvim         | 6497   |
| Gesamt          | 35980  |

Tipcha gehört zum Prosa-System der Teamim. Es kann einem Satz mehrfach vorkommen und ist daher sehr häufig. Es erscheint in der Tora 11.285-mal und somit öfter als jede andere Trope. Die Tabelle zeigt das Vorkommen von Tipcha in den 21 Büchern.

## Melodie
Tipcha hat eine unterschiedliche Melodie, je nachdem ob es vor Etnachta oder vor Sof pasuq steht.
Mit welcher Melodie die Kantilene zu einer Trope zu singen ist, hängt darüber hinaus sowohl von der Position im Tanach, als auch von der zugrundeliegenden Tradition ab. So gehören die Melodien für die Torah meist der hypoäolischen Kirchentonart an. In den Prophetenbüchern hingegen wurde in der sephardischen und aschkenasischen Tradition dorisch gesungen.
In der aschkenasischen Tradition wurde in der Torah zwischen gewöhnlichem (hypoäolischem) Vortrag und dem in Bußpredigkten (mixolydisch) unterschieden.
Die angegebenen Melodien sind recht lebhaft, aber ohne festes Tempo zu singen.

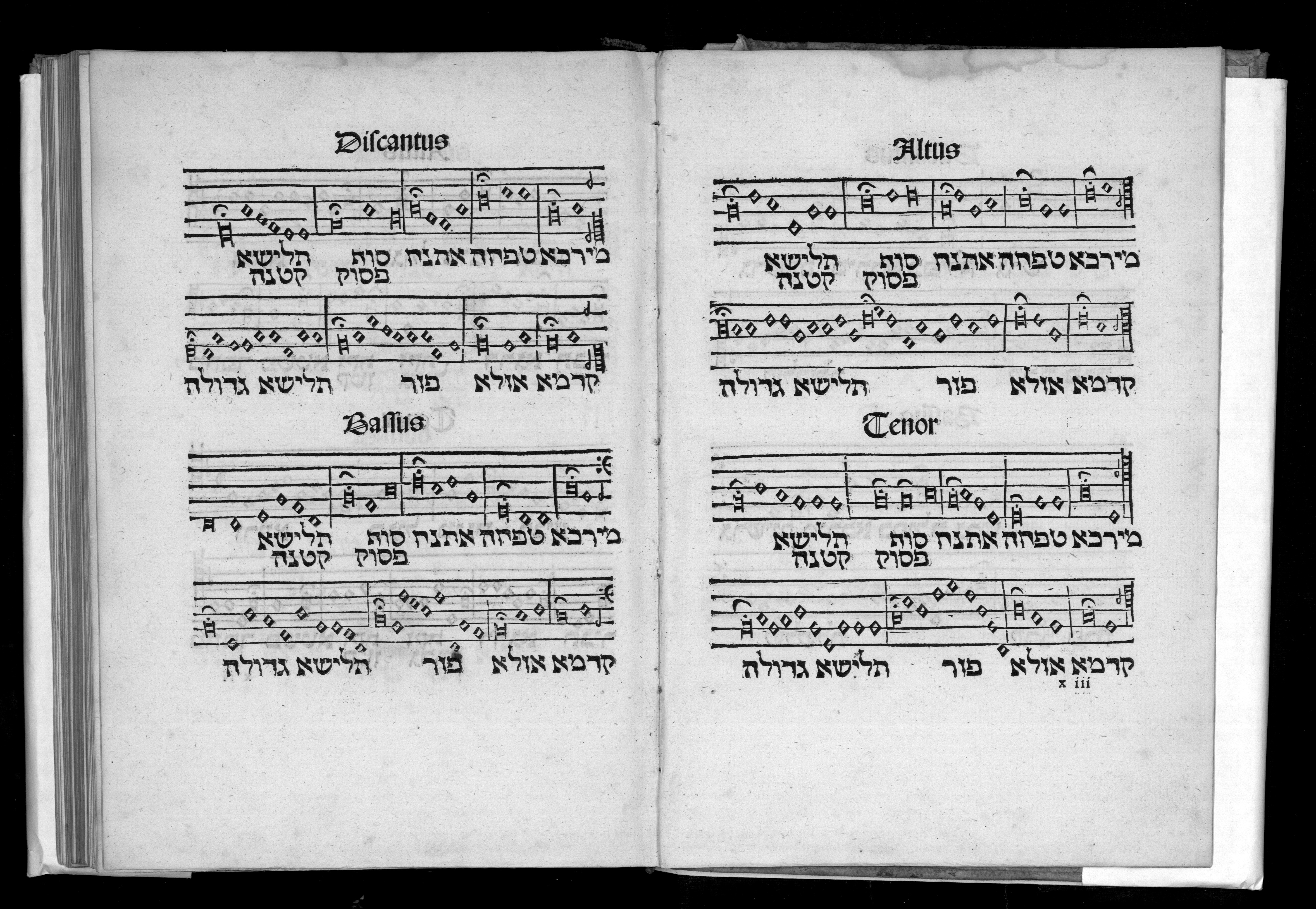
Johannes Reuchlin: Tipcha
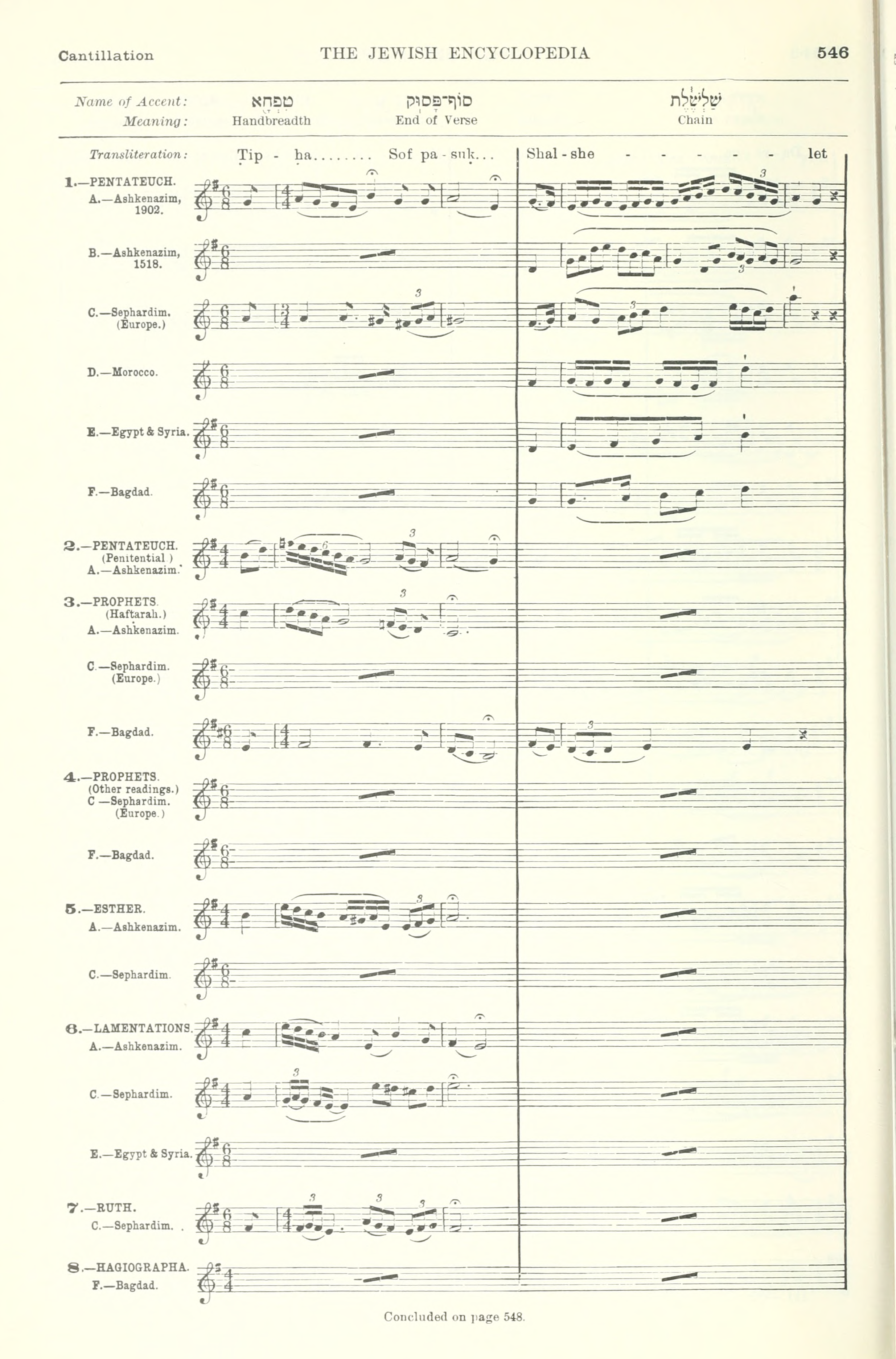
Jewish Encyclopedia: Tipcha in der Sof-Pasuq-Gruppe
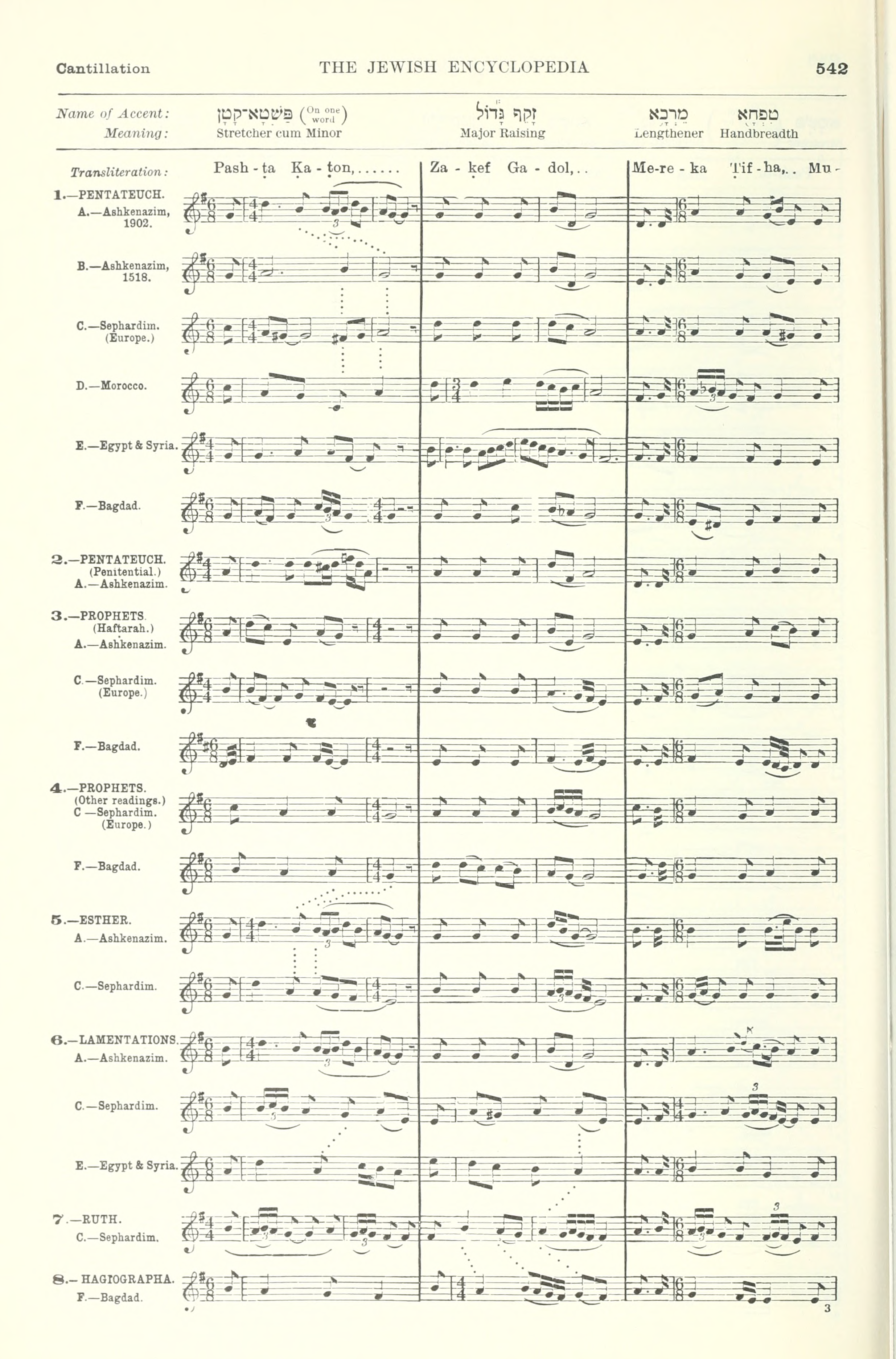
Jewish Encyclopedia: Tipcha in der Etnachta-Gruppe
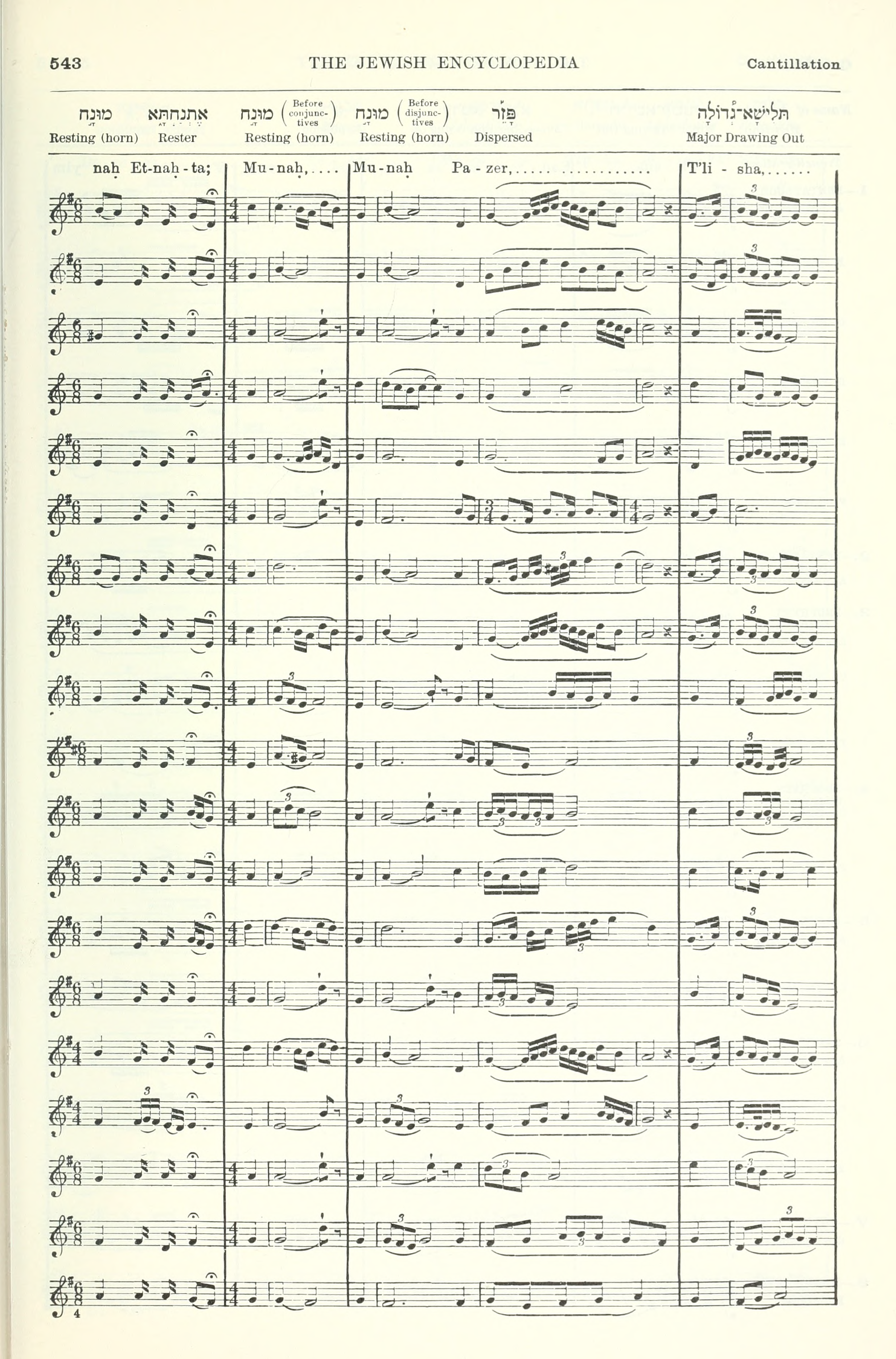
Jewish Encyclopedia: Tipcha in der Etnachta-Gruppe